# Claire Huguenin
Pour les articles homonymes, voir Huguenin.
Claire Huguenin, née en 1982, est une chanteuse vocaliste de Bulle (Suisse), dont le style expérimente les voies du jazz, de la musique expérimentale et du pop, et parfois même du folklore. Elle sort son premier album Soul Farewell en solo sous le nom de Jibcae.

## Enfance
Claire Huguenin se dit issue d'une famille multiculturelle composée. À sept ans elle envisage d'être chanteuse, mais ne se tourne pas immédiatement vers la musique. Dès ses 15 ans, Claire Huguenin se rase et joue dans un groupe nommé Skirt, qu'elle fonde avec notamment Laure Betris. La formation est remarquée par Jean-Louis Foulquier, les Eurockéennes de Belfort et Couleur 3. Elle se produit au Paléo Festival Nyon.

## Formation
Elle entame des études de biologie, puis entre au conservatoire belge en amatrice. De retour en Suisse en 2008, après avoir exercé plusieurs métiers, elle s'inscrit à la Swiss Jazz School de Berne, où elle remarqué pour les excellents résultats qu'elle obtient en chant à son bachelor. Elle passe également un Master en composition et arrangement, à l'issue duquel elle monte un spectacle intitulé Guadalupe, The Girl with an Open Heart is You. Elle élabore également pendant ses études un projet en solo, Jibcae.

## Carrière dans la musique
Elle fait partie de groupes de musiques divers et variés au cours de sa carrière : Mmmh!, Grimsvötn, Kamikaze, AEIOU, Greenwoman avant de se lancer en 2015 en solo avec l'album Jibçae.

## Style
Les émotions personnelles jouent un rôle dans son style musical, plus qu'une esthétique prédéfinie. Son style musical oscille entre jazz, pop, folklore et musique expérimentale, dans une recherche constante du renouvellement. 

## Distinctions
- 2012 : prix de la relève musicale du canton de Berne